# Cmentarz wojenny w Kajetanówce
Cmentarz wojenny w Kajetanówce – nieistniejący cmentarz z okresu I wojny światowej, który znajdował się w Kajetanówce, w gminie Strzyżewice, w powiecie lubelskim.
Na cmentarzu pochowano 180 żołnierzy: 169 austro-węgierskich i 11 rosyjskich poległych w 1914 i 1915 r. 
W latach trzydziestych pochówki przeniesiono na Cmentarz wojenny w Bystrzycy Nowej.